# Episodi di Cyber Girls
La prima e unica stagione della serie televisiva Cyber Girls è stata trasmessa in Australia nel 2010 su Nine Network.
In Italia la stagione è stata trasmessa dal 18 settembre al 12 dicembre 2010 su Disney Channel, e dall'11 gennaio 2014 al 5 aprile 2014 successivamente in chiaro su Italia 1.
| nº | Titolo originale            | Titolo italiano              | Prima TV Australia | Prima TV Italia   |
| -- | --------------------------- | ---------------------------- | ------------------ | ----------------- |
| 1  | Trapped in Cyberspace       | Intrappolate nel cyberspazio | 2010               | 18 settembre 2010 |
| 2  | A Crack in Cyberspace       | A spasso nel cyberspazio     | 2010               | 19 settembre 2010 |
| 3  | Love Hamburg                | Gara di ballo                | 2010               | 25 settembre 2010 |
| 4  | Jackie's Dream              | Un grande giorno             | 2010               | 26 settembre 2010 |
| 5  | All Alone in the Hinterland | Un week-end a cavallo        | 2010               | 2 ottobre 2010    |
| 6  | Emma and Josh               | Festa in maschera            | 2010               | 3 ottobre 2010    |
| 7  | Save a Dog                  | Un cane da salvare           | 2010               | 9 ottobre 2010    |
| 8  | Top Secret                  | Top secret                   | 2010               | 10 ottobre 2010   |
| 9  | Are Exhausted               | Il provino                   | 2010               | 16 ottobre 2010   |
| 10 | Videoclips                  | Il videoclip                 | 2010               | 17 ottobre 2010   |
| 11 | Student Party               | Festa studentesca            | 2010               | 23 ottobre 2010   |
| 12 | The Secret Diary            | Amicizia tradita             | 2010               | 24 ottobre 2010   |
| 13 | Emma's Painting             | Il dipinto di Emma           | 2010               | 30 ottobre 2010   |
| 14 | Birthday Party              | Festa di compleanno          | 2010               | 31 ottobre 2010   |
| 15 | Almost a Secret Revealed    | Un segreto quasi svelato     | 2010               | 6 novembre 2010   |
| 16 | A Weekend Together          | Un week-end insieme          | 2010               | 7 novembre 2010   |
| 17 | Jackie's Birthday           | Il compleanno di Jackie      | 2010               | 13 novembre 2010  |
| 18 | Poisons and Snakes          | Veleni e serpenti            | 2010               | 14 novembre 2010  |
| 19 | A Cultural Tour             | Una gita culturale           | 2010               | 20 novembre 2010  |
| 20 | Photo                       | Servizio fotografico         | 2010               | 21 novembre 2010  |
| 21 | In Hamburg                  | Ad Amburgo!                  | 2010               | 27 novembre 2010  |
| 22 | Shipwrecked                 | Naufraghe                    | 2010               | 28 novembre 2010  |
| 23 | The Mobile Phone Virus      | Il virus dei cellulari       | 2010               | 4 dicembre 2010   |
| 24 | The Goodbye                 | Il momento dell'addio        | 2010               | 5 dicembre 2010   |
| 25 | Stolen Computers            | Furto di computer            | 2010               | 11 dicembre 2010  |
| 26 | Friends at a Distance       | Amiche a distanza            | 2010               | 12 dicembre 2010  |

## Intrappolate nel cyberspazio
- Titolo originale: Trapped in Cyberspace
- Diretto da: Ralph Strasser
- Scritto da:

### Trama
Emma, Jackie e Ally sono tre amiche che hanno trascorso un intero anno scolastico a Singapore. L'episodio incomincia mentre si sta svolgendo il saggio finale di danza. Il fratello di Jackie, Josh, un esperto informatico, le tiene fino all'ultimo con il fiato sospeso ritardando la consegna della base musicale e mettendo a rischio l'esibizione. Quando finalmente il problema viene risolto e lo spettacolo si rivela un vero successo, le tre amiche si rendono conto che è arrivato il momento degli addii. Emma ed Ally devono tornare nei loro rispettivi paesi d'origine, ovvero in Germania e in Australia; poco prima di partire ricevono da Josh tre chiavette da collegare al computer, che permettono alle ragazze di restare in contatto tramite una loro chat-room privata. Dopo aver collegato le chiavette ai computer ed averle sincronizzate con i rispettivi cellulari attraverso un codice numerico, le tre ragazze si accorgono che sta succedendo qualcosa di strano, e dopo vari sbalzi di tensione elettrica vengono teletrasportate nel cyberspazio. Le tre amiche, preoccupate, non sanno come uscirne. Dopo un po' ad Ally viene l'idea di prendere i cellulari e digitare i codici numerici al contrario. Questo episodio si conclude con le ragazze che cercano di ragionare sul modo di come sia possibile tornare a casa.

## A spasso per il cyberspazio
- Titolo originale: Cracked in Cyberspace
- Diretto da:
- Scritto da:

### Trama
È la continuazione dell'episodio precedente. In questo episodio le tre amiche provano a digitare il codice numerico al contrario, e riescono ad uscire dal cyberspazio. Una volta uscite scoprono che possono viaggiare da un paese all'altro tutte le volte che lo desiderano attraverso la chat room, grazie ad Ally ed Emma che riprovano ad usare il teletrasporto. Ma scoprono anche che il programma scaricato da Josh è una versione beta ovvero una versione di prova che durerà solo 6 mesi. Le ragazze così decidono di godersi al massimo la chat room. Però decidono anche di non dirlo a nessuno, perché se i genitori avessero scoperto il loro segreto, non le avrebbero fatte più entrare nella chat room.

## Gara di ballo
- Titolo originale: Love Hamburg
- Diretto da:
- Scritto da:

### Trama
Emma invita Jackie ed Ally ad usare la loro chatroom per raggiungerla ad Amburgo, ed assistere alla sua esibizione di danza con l'amico Nicholas. Quando, davanti al cambio di coreografie, Emma non si sente sicura e chiede a Jackie di sostituirla, l'amica, affidata la borsa alle compagne, sale sul palco e si rivela un'ottima compagna di danza per Nicholas. I due ragazzi si aggiudicano il terzo posto e tra loro nasce una forte simpatia. Purtroppo, però, la situazione si complica: prese dall'entusiasmo e dalle novità, le ragazze dimenticano la borsa di Jackie con il prezioso cellulare all'interno, e non la ritrovano più nel luogo in cui l'avevano messa. Inizia così la caccia alla borsa, ma proprio quando Nicholas la ritrova, la sacca finisce accidentalmente in acqua e il cellulare si inzuppa. Nicholas consiglia a Jackie di non accendere il dispositivo fino al giorno dopo, altrimenti rischierà di bruciarlo. La ragazza singaporiana teme di non poter rientrare a casa, ma Ally le propone di "viaggiare" con lei, tramite il suo cellulare. Fortunatamente il metodo funziona. La mattina seguente, Jackie prova ad accendere il telefono e scopre che è perfettamente funzionante, per la felicità della ragazza singaporiana.

## Un grande giorno
- Titolo originale: Jackie's Dream
- Diretto da:
- Scritto da:

### Trama
A Jackie viene impedito dal padre di continuare a frequentare le lezioni di danza perché le ritiene una distrazione dai suoi impegni scolastici. Ma Jackie vuole dimostrare di poter ottenere ottimi voti e contemporaneamente danzare. Chiede aiuto ad Ally ed Emma, e proprio quest'ultima trova una soluzione: le ragazze parteciperanno al Campionato Nazionale di ballo, allenandosi duramente e segretamente; se vinceranno il Campionato, il padre di Jackie capirà che la figlia può andare ottimamente a scuola nonostante viva il suo sogno. Per convincere la coreografa Michelle ad allenarle, le ragazze devono dimostrare tutta la loro determinazione e preparare una nuova coreografia in soli tre giorni. La chatroom virtuale diventa il loro spazio di prove e, anche se scoprono che la rivale Chelsea sta cercando di conquistarsi le simpatie della coreografa, lavorano duramente. Purtroppo, il giorno della dimostrazione Ally si infortuna alla caviglia, si presenta alla prova per non venire meno alla parola data ma la sua esibizione sarà pessima e le farà temere di aver pregiudicato il verdetto dell'insegnante. Michelle però apprezzerà le fatiche e lo spirito di gruppo ed accetterà di prepararle per la competizione nazionale.

## Un week-end a cavallo
- Titolo originale: All Alone in the Hinterland
- Diretto da:
- Scritto da:

### Trama
Emma e Jackie vanno a trovare Ally in Australia per stare insieme, e dopo aver fatto un pigiama party ed essersi allenate per il Campionato Nazionale decidono di fare una passeggiata a cavallo nel bosco. Dan cerca di avvertire Ally che il cavallo Prince è particolarmente irrequieto, ma la ragazza è molto orgogliosa e non sopporta che Dan le dia consigli. Mentre le tre sono in cammino, Emma decide di andare più avanti da sola, perché vuole cavalcare un po' più velocemente, mentre Ally rimane accanto a Jackie. I problemi arrivano quando ad un tratto il cavallo di Emma (Prince) impazzisce e scappa via in modo forsennato, facendo cadere la ragazza a terra e lasciandola in mezzo al bosco da sola, e per di più senza neanche il cellulare, in quanto Emma lo ha dimenticato nella stalla. Mentre cerca di ritrovare il sentiero, inoltre, scivola tra le rocce e rimane intrappolata. Ally e Jackie provano a chiamarla, ma ovviamente senza successo. Decidono allora di tornare indietro ed andare da Dan, che le aiuta a cercare la loro amica nel bosco. Nel frattempo, Jackie deve andare ad Amburgo per Strudel, che è stato portato dal veterinario e deve essere riportato a casa. Non conoscendo la città di Emma, Jackie chiede aiuto a Nicholas e insieme riportano a casa l'animale. Al suo ritorno al ranch, Jackie trova Emma sana e salva. Ally farà un gesto di umiltà e ringrazierà Dan per il prezioso aiuto e il lieto fine verrà festeggiato con una grigliata preparata da papà Henson.

## Festa in maschera
- Titolo originale: Emma and Josh
- Diretto da:
- Scritto da:

### Trama
In cambio del permesso di uscita straordinaria per la lezione di danza, Emma promette al padre di occuparsi del cagnolino e di fare la spesa. Ally invece garantisce la sua presenza per guidare una cavalcata al tramonto. Così le due ragazze vanno da Jackie a Singapore per provare la loro coreografia da Michelle. Quando vogliono tornare a casa, si accorgono che il computer di Jackie è stato preso in prestito da Josh, che lo deve usare per andare a fare il dj ad una festa in maschera. Le tre amiche vanno alla festa per cercare di recuperare il pc e poter ritornare a casa, ma Josh si rifiuta di darglielo alla sorella. Ally, Emma e Jackie allora si travestono e si imbucano alla festa, per cercare di scambiare il pc con un cd dove sono presenti tutte le tracce musicali che servono a Josh per continuare il suo lavoro di dj. Nel frattempo, si scopre che a Chelsea piace Josh, e durante la festa la ragazza riesce ad attirare l'attenzione del fratello di Jackie. Emma si ingelosisce e alla fine riesce sia ad allontanare Chelsea da Josh, sia a distrarre quest'ultimo per permettere di effettuare lo scambio. Le amiche riusciranno nell'impresa e rientreranno velocemente a casa nel tentativo di mantenere fede agli appuntamenti presi. Emma porterà le verdure promesse al padre ma non riuscirà a soddisfare il bisogno di uscita del cagnolino Strudel, mentre Ally arriverà in ritardo per condurre la passeggiata a cavallo degli ospiti ma recupererà l'amicizia con Dan.

## Un cane da salvare
- Titolo originale: Save a Dog
- Diretto da:
- Scritto da:

### Trama
Ally è preoccupata che il padre, visto l'importo stratosferico dell'ultima bolletta telefonica, le requisisca il cellulare e lei non possa più raggiungere le amiche con la chatroom. Pensa di pagarsi i debiti cercandosi un lavoro ed Emma le passa l'incarico di portare a spasso Fidus, il cane della vicina di casa. Ally, però, non ha tenuto conto dei cambi di fuso orario e dopo alcuni giorni di lavoro è sopraffatta dal sonno e dalla stanchezza. Il sonno le è fatale proprio quando, per aumentare gli introiti, accetta di portare a spasso altri tre cani contemporaneamente. Fidus, approfittando di un suo momento di stanchezza le sfugge di mano e si dilegua. Ally lancia gli S.O.S alle amiche e tutte insieme iniziano la ricerca. Non riuscendo a ritrovare l'animale, le ragazze sono disperate ma quando decidono di confessare l'accaduto alla proprietaria, saranno salvate da un vero miracolo.

## Top secret
- Titolo originale: Top Secret
- Diretto da:
- Scritto da:

### Trama
Ally, Jackie ed Emma non vedono l'ora di raggiungere la spiaggia per la festa del surf ma Damon, il fratellino di Ally (fintosi malato per andare con loro e non uscire con i genitori), manda a monte i loro piani quando, giocando con il cellulare della sorella, finisce nella chatroom. Usando tutto il loro potere di persuasione, lo convincono che si tratta di un nuovo videogioco di realtà virtuale, un oggetto top secret. Ma Damon non resiste all'idea di far vedere quella meraviglia agli amici e, sottratto il cellulare alla sorella, li invita a casa per una dimostrazione. Alla fine le tre amiche riescono a prendere il telefono e convincono Damon che il gioco era fortemente sensibile ai campi magnetici, riuscendo a proteggere il loro segreto.

## Il provino
- Titolo originale: Are Exhausted
- Diretto da:
- Scritto da:

### Trama
Le ragazze si allenano intensamente per l'ammissione alla campionato nazionale di danza ma per Jackie gli impegni scolastici e famigliari diventano esageratamente pressanti tanto che il giorno della prova si sente male e il gruppo perde la possibilità di qualificarsi. Emma e Ally riorganizzano la loro strategia e cercano di alleggerire gli impegni dell'amica chiedendole di riposare e di imparare a "dire no". Emma si incarica di dare lezioni di tedesco al fratello di Jackie, mentre Ally aiuta la nonna in negozio. Più serena e riposata, Jackie invita le amiche a giocare il tutto per tutto e ad esibirsi all'aperto e in un luogo non convenzionale per conquistare l'attenzione del giudice ed essere ammesse alla competizione prima che la selezione sia definitivamente chiusa.

## Il videoclip
- Titolo originale: Videoclips
- Diretto da:
- Scritto da:

### Trama
Emma, Ally e Jackie sono entusiaste all'idea di partecipare ad una festa a cui sono state invitate da Nicholas ad Amburgo e lo sono ancora di più quando scoprono che si tratta di ballare alla presentazione del nuovo singolo del loro cantante preferito, David Kline. Ma quando Ally e Jackie si rendono conto che le immagini dell'evento saranno caricate in rete e visibili in tutto il mondo studiano una strategia per cancellare le inquadrature che le ritraggono ed evitare che qualcuno possa scoprire la loro chatroom segreta e che le amiche di Singapore e quelle australiane si interroghino sulla loro presenza in Germania.

## Festa studentesca
- Titolo: Student Party
- Diretto da:
- Scritto da:

### Trama
Ally non intende partecipare al ballo scolastico perché non ha un cavaliere. Emma, che è certa dell'interesse di Dan per l'amica, gli chiede di accompagnarla. Il giovane assistente della scuderia è felice dell'opportunità e invita Ally. Emma e Jackie l'aiutano a trovare l'abito e i sandali adatti e tutto è pronto per la festa. Dan si presenta con un fantastico smoking e un mazzo di fiori ma le danze dovranno aspettare perché dalle scuderie è fuggito lo stallone più bello, l'ultimo costoso acquisto di papà Henson (a causa di una distrazione di Jackie). Nonostante l'abbigliamento elegante, i due ragazzi non esitano a saltare in sella. Ritrovano il cavallo ma i loro abiti sono irrimediabilmenti rovinati per la partecipazione al ballo. Nessuno dei due ne soffrirà perché nel frattempo, tra loro sarà nata molto più di una amicizia.

## Amicizia tradita
- Titolo originale: The secret diary
- Diretto da:
- Scritto da:

### Trama
Emma e Ally notano che Jackie è nervosa perché troppo stressata dai suoi numerosi impegni. Ally allora, nel tentativo di farla rilassare un po', organizza un'escursione e un pic nic nel bosco in Australia. Ma Jackie non apprezza le loro attenzioni, la ragazza singaporiana si arrabbia ancora di più e così le ragazze decidono di annullare la giornata di relax. Casualmente, in seguito, la tensione tra le tre aumenta quando Ally legge involontariamente una pagina del diario di Jackie in cui le amiche sono definite delle perditempo. Ally ed Emma sentono franare la loro amicizia ma la goccia che fa traboccare il vaso arriva quando Jackie vede Emma abbracciare il suo adorato Nicholas. Alla fine le ragazze decidono di chiarire l'accaduto e scoprono che è tutto un malinteso e che quella frase era un suggerimento che la loro nemica Chelsea aveva dato a Jackie per mettere zizzania fra le tre. Ally, Emma e Jackie ritrovano la loro amicizia e il loro obiettivo comune: vincere il campionato nazionale di danza!

## Il dipinto di Emma
- Titolo originale: Emma's Painting
- Diretto da: Ralph Strasser
- Scritto da: John Armstrong

### Trama
Emma ha bisogno di aiuto perché per compito di artistica deve realizzare un dipinto ispirandosi ad un'opera di arte etnica. Ally le presta una tela aborigena australiana di proprietà del padre perché possa fungere da ispirazione. Emma però finisce con il consegnare (a causa di Nicholas) l'opera originale all'insegnante ma questi, capendo che non è farina del suo sacco, trattiene il lavoro e la invita ad illustrare ai compagni la tecnica di realizzazione. Nel frattempo, il padre di Ally scopre che la figlia ha preso in prestito la tela senza chiedere il permesso e la prega di restituirla per l'indomani, quando arriverà come ospite l'amico che gliela ha regalata. Ally ed Emma decidono di intrufolarsi nella scuola, per riprendere il dipinto. Ally però, senza farlo apposta, chiude la porta della stanza in cui si trovano. Non riuscendo ad aprirla chiedono aiuto a Jackie e a Nicholas. Ad arrivare per prima è Jackie, che dopo essere stata scoperta dal custode, finge di aver dimenticato una felpa nella stanza in cui si trovano Ally ed Emma. Il custode le apre, ed Ally ed Emma escono senza farsi sentire. Jackie uscita dalla scuola viene ringraziata dalle due amiche, che però non sono riuscite a riprendere il dipinto. Emma alla fine si decide a dire tutta la verità al professore, questi è soddisfatto per la sua rivelazione ma non esime Emma da una meritata punizione: poserà come modella per i compagni del corso di disegno. Ally riuscirà a riportare a casa in tempo per la cena l'opera d'arte aborigena e riceverà i complimenti del padre perché, nel frattempo, il lavoro è stato elegantemente incorniciato.

## Festa di compleanno
- Titolo originale: Birthday Party
- Diretto da: Ralph Strasser
- Scritto da: Sue Hore

### Trama
Il padre di Ally informa la figlia di aver organizzato una festa a sorpresa per il compleanno della mamma. Ally è in crisi perché coincide con l'ora della gara di ballo eliminatoria per la semifinale del campionato nazionale di danza a Singapore. Siccome non può mancare a nessuno dei due eventi, la ragazza decide che non c'è altra soluzione che quella di utilizzare la chatroom e saltare da una situazione all'altra attraverso i continenti per garantire la presenza alla gara e contemporaneamente alla festa della madre. Un po' a fatica, Ally ce la fa ad essere presente ad entrambe le parti, ed è allo stesso tempo felice ma anche esausta. Nel frattempo, il fratello di Jackie, Josh, viene ingaggiato da Chelsea per le riprese della sua esibizione e così scopre che la sorella e le amiche partecipano alle eliminatorie, ma garantisce loro di mantenere il segreto. Tutto filerà liscio e le ragazze si esibiranno nella loro forma migliore. Alla fine le tre ballerine ricevono il risultato delle finali, Ally viene chiamata nel cyber spazio e scopre di aver superato il turno con le sue amiche, e viene a conoscenza che anche Chelsea è riuscita ad entrare nelle semifinali del Campionato Nazionale.

## Un segreto quasi svelato
- Titolo originale: Almost a Secret Revealed
- Diretto da:
- Scritto da:

### Trama
Damon, il fratello minore di Ally, non si spiega le continue apparizioni e sparizioni delle amiche della sorella e decide di indagare come un vero detective. Quando le ragazze si ritrovano nel fienile degli Henson per allenarsi durante le pause della festa di inaugurazione della scuderia, Damon sistema una videocamera e dei sensori per segnalare i loro passaggi e scoprire il loro segreto. Tra un allenamento e l'altro, Emma e Jackie trovano la sua attrezzatura e prontamente modificano le registrazioni creando entrate e uscite fittizie, ma per sostenere la loro finzione dovranno convincerlo con una mezza rivelazione e varie scuse.

## Un week-end insieme
- Titolo originale:A Weekend Together
- Diretto da:
- Scritto da:

### Trama
Emma, Ally e Jackie sono state invitate dalla loro insegnante Michelle a partecipare ad uno stage di danza per un intero fine settimana. Le amiche sono entusiaste all'idea di trascorrerlo insieme, ma la loro gioia termina quando scoprono che l'intero evento è finanziato dal padre dell'odiata Chelsea, la quale figura anche come partecipante allo stage insieme alle sue amiche. Chelsea cerca di far cacciare via Emma, Ally e Jackie, escogitando piani per farle espellere dalla gara: getta in acqua le scarpette di Emma, obbligandola ad arrivare in ritardo a lezione; poi organizza un party a sorpresa nella camera delle ragazze per poi denunciare alla sicurezza gli schiamazzi; dulcis in fundo, invita Josh a raggiungere Emma in camera per farla sorprendere in sua compagnia dall'insegnante. Per punizione Emma deve abbandonare lo stage ma, grazie all'aiuto di Josh, riesce a dimostrare che l'invito al ragazzo proveniva da Chelsea. Le amiche riescono così a smascherare i piani di Chelsea ed a portare a termine con ottimi risultati lo stage.

## Il compleanno di Jackie
- Titolo originale: Jackie's Birthday
- Diretto da:
- Scritto da:

### Trama
Emma e Ally hanno organizzato una festa di compleanno a sorpresa per Jackie, ma quando Nicholas insiste per portarle il suo regalo, le ragazze, che devono fingere che Jackie abiti ad Amburgo, gli danno appuntamento nella casa di amici dei genitori di Emma. Nel cuore della festa, alla porta della nuova abitazione si presenta una anziana signora come madre della proprietaria, Emma non la conosce ed è costretta a tenerla occupata e ad invitare Nicholas a mettere fine alla sua visita. Nel trambusto generale scatta l'allarme e arriva la polizia. Le ragazze si scusano per l'incidente e scoprono che l'anziana è conosciuta dagli agenti perché sistematicamente si autoinvita in casa degli abitanti del quartiere. Jackie non sa come giustificarsi con Nicholas, ma non potendogli svelare di abitare all'altro capo del mondo, lo prega di non cercarla. Il ragazzo è perplesso, ma disposto ad aspettare che Jackie lo contatti appena rientrerà in città.

## Veleni e serpenti
- Titolo originale: Poisons and Snakes
- Diretto da:
- Scritto da:

### Trama
Dan si è trasferito per alcuni giorni al ranch degli Henson ed Ally è preoccupata che possa scoprire la loro chatroom segreta. Così, mentre Dan cerca di rendersi utile, Ally lo tiene a distanza e rasenta la scortesia nei suoi confronti. Le cose si complicano quando Dan, uscito a cavallo con Emma e Jackie, viene morso da un serpente e le due amiche ricorrono alla chatroom per farlo curare a Singapore. Tutto si risolverà per il meglio, l'antidoto farà il suo effetto e la preziosa chatroom lo riporterà in Australia sano e salvo. Dan attribuirà alle allucinazioni provocate dal veleno gli sconosciuti ambienti in cui gli è parso di trovarsi. Felice per l'esito dell'avventura, Ally gli chiederà scusa per la freddezza e la scortesia mostrata nei suoi confronti.

## Una gita culturale
- Titolo originale: A Cultural Tour
- Diretto da:
- Scritto da:

### Trama
Ally deve fare una ricerca di storia dell'arte per la scuola ed Emma suggerisce di svolgerla "sul campo" visitando insieme la cittadina di Luneburg dove abbondano i palazzi dallo stile gotico e barocco. Riunitesi grazie al portale della chatroom, le tre amiche si avventurano in città ma quando Emma le lascia per procurare loro del cibo, Ally e Jackie incontrano un bambino che si è perso e, abbandonato il punto di ritrovo, lo accompagnano dalla polizia. Alla richiesta delle loro generalità però, le amiche si danno alla fuga perché non hanno con sé i documenti e perché temono che gli agenti possano avvisare le proprie famiglie a Singapore e in Australia. La loro avventura finirà comunque felicemente perché i poliziotti ma anche Emma le ritroveranno. Espletate le formalità, riceveranno i ringraziamenti dei genitori del bambino che, riabbracciato il figlio, si sdebiteranno con le tre amiche. Ally tornerà in Australia con un'idea molto precisa sull'architettura europea e con splendido materiale per la sua ricerca.

## Servizio fotografico
- Titolo originale: Photo
- Diretto da:
- Scritto da:

Emma, Ally e Jackie devono trovare dei vestiti originali per un servizio fotografico per una rivista e devono anche competere la loro rivale: Chelsea. Mentre sono in giro a Sydney, Jackie riceve una chiamata dalla madre che le comunica che deve tornare a casa per aiutare la nonna al negozio ma a Singapore c’è temporale e Josh per precauzione ha staccato i computer e Jackie non può tornare a casa. Riesce a trovare una scusa dicendo che è al centro commerciale e non può tornare a causa del tempo, allora sua mamma le dice di fare la spesa e con l'aiuto di Emma e Ally riesce a tornare a casa in tempo e non facendo sospettare nulla a nessuno. Alle ragazze viene in mente un'idea originale per il servizio fotografico e riescono a oscurare Chelsea.

## Ad Amburgo!
- Titolo originale: In Hamburg
- Diretto da:
- Scritto da:

### Trama
Emma è esausta per la preparazione degli esami, ma quando finalmente l'anno scolastico termina e i genitori le annunciano di aver preso alcuni giorni di ferie per andare in campeggio con lei, viene assalita dallo sgomento. Emma e le amiche, infatti, devono prepararsi per la semifinale di danza e le è impossibile partire con i genitori. Per salvare la situazione, li informa che sono in arrivo Jackie ed Ally ad Amburgo. Papà e mamma non si scompongono, ma per le ragazze inizia un tour de force di visite alla città che impedisce loro di allenarsi quanto dovrebbero, comporta il fatto di raddoppiare il numero dei pasti, tra quelli fatti ad Amburgo e quelli nelle loro città natali, ed allo stesso tempo di ridurre drasticamente le ore di sonno. Arriveranno alla semifinale distrutte, ma otterranno il miglior punteggio tra le concorrenti ed ogni fatica sarà premiata. Ancora una volta il gioco di squadra si dimostrerà vincente.

## Naufraghe
- Titolo originale: Shipwrecked
- Diretto da:
- Scritto da:

### Trama
Prima di concentrarsi sugli allenamenti per la finale del campionato Nazionale di danza, Ally, Jackie ed Emma si concedono una gita in motoscafo in Australia, ma una volta al largo il motore ha dei problemi e la barca si ferma in mezzo al mare, ed inoltre non c'è campo per chiamare aiuto con il cellulare. Ally nuota fino alla spiaggia e con Dan va a cercare le amiche che intanto, grazie alla marea, sono arrivate su una spiaggia. Allora si addentrano nella foresta, che è troppo ripida quindi tornano indietro però non arrivano nello stesso posto di prima e in quel momento Jackie cade e si fa male al ginocchio. Allora si arrampicano di nuovo, ma Emma cade e si fa male alle mani. Finalmente Ally e Dan riescono a ritrovare le due amiche e arrivate in spiaggia le tre si abbracciano.

## Il virus dei cellulari
- Titolo originale: The Mobile Phone Virus
- Diretto da:
- Scritto da:

### Trama
Con grande preoccupazione, Ally resta bloccata nella chatroom a causa di un virus che ha infettato il cellulare delle tre amiche. Quando una grande macchia nera invade lo spazio della chatroom e Ally teme di esser inghiottita, alle amiche non resta che ricorrere al super esperto di informatica Josh. Emma e Jackie chiedono a Josh di cancellare il virus ma, una volta puliti i due cellulari una di loro sarebbe dovuta andare nel cyberspazio, che stava scomparendo, a riprendere Ally. Ci va Emma che fa appena in tempo a riportare Ally a Singapore; Josh toglie il virus anche dal suo cellulare e il cyberspazio è salvo. Debellato il virus, Josh comunica con rammarico ad Emma la sua imminente partenza per gli Stati Uniti. Ad Emma e Josh non resta che approfittare del poco tempo che resta per dichiararsi la reciproca simpatia e suggellarla con il primo bacio.

## Il momento dell'addio
- Titolo originale: The Goodbye
- Diretto da:
- Scritto da:

### Trama
Jackie scopre da Josh che il programma della chatroom scadrà dopo un paio di settimane. Le tre ragazze all'inizio ci rimangono malissimo, ma poi decidono di sfruttare questi ultimi 14 giorni al meglio, festeggiando in anticipo la loro fantastica esperienza e realizzando i desideri che hanno sempre sognato di condividere. Sfrecciano sull'acqua a bordo di una barca superveloce, si concedono un bungee jumping collettivo ma proprio quando sono pronte per chiudere in bellezza con una festa danzante ad Amburgo, Jackie assiste ad un furto in piena regola in un negozio di CD: infatti mentre sta facendo shopping al centro commerciale, vede che una ragazza ha messo della roba nella borsa di Chelsea. Prova a dirlo a Chelsea, ma questa non le crede perché pensa che voglia solo metterla nei guai. Allora in negozio pensano che Chelsea abbia rubato le cose che la ragazza le ha messo nella borsa e chiamano suo padre. Quest'ultimo la mette in punizione e le impedisce di partecipare alle finali del Campionato. Chelsea allora chiede aiuto a Jackie per cercare di smascherare la reale responsabile del furto. Alla fine le ragazze riescono a togliere Chelsea dai guai facendo confessare alla ragazza che l'aveva fatta passare per ladra (Jenny) e così Chelsea potrà partecipare alle finali. Le tre amiche, soddisfatte, vanno alla festa ad Amburgo, ma scoprono di aver fatto tardi, infatti la festa è già terminata. Jackie riuscirà comunque ad incontrare l'amato Nicholas e con grande rammarico gli rivelerà il suo imminente e definitivo trasferimento a Singapore. Ai due amici non resterà che approfittare del poco tempo rimasto prima di dirsi addio.

## Furto di computer
- Titolo originale: Stolen Computers
- Diretto da:
- Scritto da:

### Trama
Il giorno della finale si avvicina e Ally, Jackie ed Emma devono fronteggiare due seri problemi. I genitori devono firmare la domanda per partecipare al concorso di danza e inoltre Chelsea si è insospettita ed è convinta che Ally ed Emma non vivano a Singapore. Se Emma e Ally riescono ad ottenere facilmente la firma dei genitori, la cosa è più complicata per Jackie ma le amiche le consigliano di chiedere aiuto alla nonna. Nel frattempo Chelsea sottrae il computer a Jackie convinta di potervi trovare una risposta agli spostamenti delle ragazze. Le amiche non si danno per vinte e strategicamente riescono a recuperarlo quindi sostengono Jackie nell'ardua impresa di convincere la nonna a darle una mano.

## Amiche a distanza
- Titolo originale: Friends at a distance
- Diretto da:
- Scritto da:

### Trama
Dopo sei mesi di allenamenti, mancano ormai solo 24 ore alla competizione di danza e l'agitazione delle tre amiche è alle stelle. La più in ansia è Jackie che non ha ancora informato il padre della gara che l'attende perché teme che le proibisca di parteciparvi. Emma e Ally però decidono di chiedere aiuto alla saggia nonna perché faccia in modo che il padre assista allo spettacolo e si convinca delle qualità di ballerina della figlia. Quando il padre vede la figlia sul palcoscenico non si dà pace e pensa che la sua fiducia sia stata tradita ma Jackie, forte del successo ottenuto in gara e delle esperienze vissute, riesce a sostenere la sua scelta e alla fine otterrà il permesso di continuare a danzare. Per Ally, Emma e Jackie è giunto il momento degli addii ma la loro esperienza insieme sarà indimenticabile e la loro amicizia potrà continuare sfruttando al meglio computer e webcam..